# Уэмацу, Нобуо
Нобуо Уэмацу (яп. 植松 伸夫 Уэмацу Нобуо, род. 21 марта 1959) — японский композитор музыки для видеоигр. Стал известен благодаря написанию музыкального сопровождения для серии видеоигр Final Fantasy.

## Биография
Нобуо Уэмацу — музыкант-самоучка. Он родился в городе Коти, столице японской префектуры Коти, начал играть на фортепиано в возрасте двенадцати лет. Окончил Канагавский университет в Иокогаме, в 1986 году поступил на работу в компанию «Square» (ныне «Square Enix») в качестве композитора. В настоящее время живёт в Японии со своей женой Рэйко, имеет собственную студию, активно работает с компанией «Mistwalker».

## Дискография

### Саундтреки к видеоиграм
- 1985 — Genesis
- 1986 — Cruise Chaser Blassty
- 1986 — Alpha
- 1986 — Crystal Dragon
- 1986 — King's Knight Special
- 1986 — King's Knight
- 1987 — Aliens
- 1987 — 3-D WorldRunner
- 1987 — JJ
- 1987 — Apple Town Story
- 1987 — Cleopatra no Mahou
- 1987 — Rad Racer
- 1987 — Final Fantasy I
- 1987 — Nakayama Miho no Dokidoki High School
- 1988 — Hanjuku Hero
- 1988 — Final Fantasy II
- 1989 — Final Fantasy Legend
- 1989 — Square's Tom Sawyer
- 1990 — Final Fantasy III — вместе с Цуёси Сэкито
- 1991 — Final Fantasy Legend II
- 1991 — Final Fantasy IV
- 1992 — Final Fantasy V
- 1993 — Romancing SaGa 2 — вместе с Кэндзи Ито
- 1994 — Final Fantasy VI
- 1995 — Chrono Trigger — вместе с Ясунори Мицудой и Норико Мацуэдой
- 1995 — DynamiTracer
- 1996 — Front Mission: Gun Hazard — вместе с Ясунори Мицудой и Масаси Хамаудзу
- 1997 — Final Fantasy VII
- 1999 — Final Fantasy VIII
- 2000 — Final Fantasy IX
- 2001 — Final Fantasy X — вместе с Масаси Хамаудзу
- 2002 — Hanjuku Hero Vs. 3D
- 2002 — Final Fantasy XI — вместе с Наоси Мидзутой и Куми Таниокой
- 2005 — Hanjuku Hero 4 — один из многих композиторов
- 2006 — Final Fantasy XII — вместе с Хитоси Сакимото, Хаято Мацуо, Масахару Иватой и Таро Хакасэ
- 2006 — Blue Dragon
- 2007 — Lost Odyssey
- 2007 — Anata o Yurusanai
- 2008 — Super Smash Bros. Brawl — один из многих композиторов
- 2008 — Lord of Vermilion
- 2008 — Blue Dragon Plus
- 2008 — AWAY Shuffle Dungeon
- 2010 — Final Fantasy XIV
- 2010 — The Last Story
- TBA — Blue Dragon 2
- Cry On — проект отменен
- 2020 — Final Fantasy VII: Remake
- 2021 — Dungeon Encounters
- 2021 — Fantasian
- 2022 — Granblue Fantasy: Relink

## Другие работы
- 1991 — Final Fantasy IV Celtic Moon
- 1994 — Phantasmagoria
- 1999 — Fithos Lusec Wecos Vinosec Final Fantasy VIII
- 2000 — Ah! My Goddess: The Movie вместе с Сиро Хамагути
- 2000 — Final Fantasy IX Original Soundtrack PLUS
- 2001 — Piano Collections Final Fantasy IX
- 2001 — Final Fantasy: Unlimited Music Adventure Version 1 — вместе с Сиро Хамагути
- 2002 — Final Fantasy: Unlimited Music Adventure Version 2 — вместе с Сиро Хамагути и Акифуми Тада.
- 2003 — The Black Mages
- 2003 — Piano Collections Final Fantasy VII
- 2004 — The Black Mages II: The Skies Above
- 2005 — Final Fantasy VII: Advent Children
- 2008 — The Black Mages III: Darkness and Starlight
- 2009 — Guin Saga